# Festival Internacional Cervantino Callejero del CLETA
El Festival Internacional Cervantino Callejero del CLETA es como su nombre lo indica, un festival internacional artístico independiente que se celebra todos los años en el mes de octubre en las calles de la ciudad de Guanajuato, México.

## Historia
El origen del CLETA UNAM, se remonta al 21 de enero de 1973, cuando estudiantes de la Facultad de Filosofía y Letras de la UNAM tomaron el "Foro Isabelino". Días después se convoca a la fundación del Centro Libre de Experimentación Teatral y Artística. “Ahí empezó todo el numerito”. Algunos de los nombres de los cofundadores que es necesario mencionar son: los hermanos Luis y Enrique Cisneros Luján , Enrique Ballesté, Ángel Álvarez Quiñones, Claudio Obregón y Luisa Huertas entre otros.
Los primeros Cervantinos Callejeros fueron más bien de una manera desorganizada, según las palabras de uno de los fundadores, 

"empezamos  en las escalinatas del teatro Juárez, de ahí nos desplazaron, y nos fuimos a la plaza de la paz, de ahí nos desplazaron y nos fuimos afuera del mercado, nos desplazaron y nos vinimos a la plaza de los Ángeles, de aquí nos reorganizamos y regresamos a la paz, a todos los espacios, y luego nos tuvimos que replegar exclusivamente a esta plaza, estábamos en ocasiones también en los pastitos"

 El trato de las autoridades llegaba incluso a ser de represión. Sin embargo las autoridades tuvieron que ir cediendo. Abrir la alhóndiga fue una respuesta a todo lo que ellos hicieron, cuando cuestionaban todo el elitismo del Festival Internacional Cervantino (FIC). Así lo declaró el gobernador Del estado Luis Humberto Ducoing Gamba durante su periodo.
En 1974 fue la primera vez que integrantes del CLETA fueron a Guanajuato, y es cuando hacen el primer Cervantino Callejero. En esa primera visita los integrantes del CLETA conocieron todo Guanajuato incluso la cárcel.  Pero como dijo alguna vez alguien, "La única lucha que se pierde, es la lucha que se abandona". Los integrantes del CLETA han sido constantes y no han abandonado la lucha es por ello que han avanzado. A partir de esa primera visita se da toda una lucha para abrir espacios, ir haciendo entender a las autoridades de que es un derecho del pueblo tener sus propias manifestaciones y lugares donde mostrarlas. En este sentido ha sido una lucha muy larga, que tiene sus alti-bajos y ha sido apoyada fundamentalmente por el pueblo de Guanajuato, por sectores de intelectuales, sectores de artistas. Últimamente, en el Cervantino del 2004 se pusieron a platicar y coordinar con los orgnizadores del Festival Internacional Cervantino oficial.
El Cervantino Callejero se presentó del 8 al 22 de octubre de 2004  en los siguientes lugares: Plaza Mexiamora, las Escalinatas de la Universidad, La plaza de los Ángeles, La Plaza de San  Roque, y la plaza del Ropero. Viniendo artistas de diversas partes de América y México entre ellos; "Eclipse Títeres" de Colombia, "Teatro Heredia" de Costa Rica, "Teatro Kapikúa" de Acapulco, "Teatro Karisma" de Venezuela, "Resistencia",  entre muchos más. Realizando más de 150 funciones de teatro, música y danza. Es totalmente independiente del “oficial”, apenas en el año de 2004 es cuando hubo una coordinación entre el Cervantino Callejero y el FIC. El único apoyo que recibieron del Cervantino Oficial es un apoyo al que tienen derecho todos los trabajadores, este no consiste en dinero, ni en hospedaje ni comida, además se podría decir que no es apoyo para los artistas sino para la gente, ya que este consiste únicamente en las sillas, en la tarima, y en las luces para la iluminación. Para cubrir todos sus gastos solo se apoyan, con lo que la gente les da, también han recibido apoyo de la UCOPI y la UNNOPI de Irapuato.
- Datos: Q5860938